# Kiếm Thế
Kiếm Thế là trò chơi điện tử trực tuyến (game online) thứ sáu của dòng game Võ Hiệp và là sản phẩm thứ mười hai của nhà sản xuất KingSoft. Nối tiếp thành công của Võ Lâm Truyền Kỳ I và II, Kiếm Thế được Kingsoft đặc biệt đầu tư và phát triển trong hơn ba năm với sự kế thừa những tinh hoa đặc sắc nhất từ người "anh em" Võ Lâm Truyền Kỳ.

## Kiếm Thế (trò chơi)
Khi Close Beta, Kiếm Thế được gọi là "Tam niên nhất kiếm, nhất kiếm khuynh thành" (Ba năm mài một kiếm, rút kiếm là khuynh thành) và tạo nên tiếng vang lớn kỷ niệm 20 năm thành lập của KingSoft.
Hiện tại, Kiếm Thế đã mở khoảng trên dưới 100 server cùng số CCU (người chơi cùng lúc) cao nhất là hơn 1,4 triệu người chơi. Tuy nhiên NPH cũng đã gộp lại một số server để đảm bảo số người không quá ít trong một server. Kiếm Thế cũng được bình chọn là game thành công nhất năm 2009 tại Việt Nam.

## Cốt truyện
Tương truyền Tống Thái Tổ Triệu Khuông Dẫn năm xưa thống nhất được Trung Nguyên là nhờ một phần lớn sức mạnh của bảo vật Du Long Giác. Thực hư chuyện này ra sao không ai rõ, chỉ biết có một lần Thái Tổ uống rượu say, tay cầm một miếng ngọc nói mê man rằng: "Được báu vật này tất được thiên hạ".
Thái Tổ mất, Tấn Vương Triệu Quang Nghĩa lên ngôi, ba chữ "Du Long Giác" cũng dần chìm vào quên lãng.
200 năm trôi qua, giữa lúc võ lâm đang yên ổn thì đột nhiên, lời đồn về mảnh ngọc thần kỳ Du Long Giác lại trỗi lên. Tống, Kim, Tây Hạ, Mông Cổ, Đại Lý đều phái cao thủ bí mật truy tìm tung tích Du Long Giác hòng sử dụng sức mạnh này xoay chuyển càn khôn, khai sáng tân triều, thống nhất thiên hạ.
Thế nhưng, nào ai đã từng biết chính xác bí mật về Du Long Giác?

## Môn phái
Game có 17 môn phái gồm:
- Thiếu Lâm, Thiên Vương Bang, Bá Đao (Hệ Kim).
- Đường Môn, Ngũ Độc, Minh Giáo (Hệ Mộc).
- Nga mi, Thúy Yên, Đoàn Thị (Hệ Thủy)
- Cái Bang, Thiên Nhẫn, Tiêu Dao, Thiên Cơ Các (Hệ Hỏa).
- Võ Đang, Côn Lôn, Cổ Mộ, Nhất Phẩm Đường (Hệ Thổ).

## Các sự kiện nổi bật
Tháng 11 năm 2009, Kiếm Thế tổ chức cuộc thi Tuyệt Thế Giai Nhân dành cho game thủ nữ và Vô Song Hào Kiệt cho game thủ nam. Ngoài ra còn có cuộc thi viết truyện Băng Tuyết Nhi - Hỏa Vô Song giai thoại diễn ra cùng thời điểm đó.
Tháng 1 năm 2010, Kiếm Thế tiếp tục tổ chức Đại Kiếm Hội tại cả hai miền Nam Bắc với số lượng người tham dự lên đến hơn 10.000 người tại mỗi miền.
Các phiên bản Kiếm Thế: 1. Song Kiếm Hợp Bích, 2. Song Long Tình Kiếm, 3. Kiếm Vũ Cửu Thiên, 4. Long Môn Phi Kiếm, 5. Đại Kiếm Hội, 6. Tiêu Dao Kỳ Hiệp, 7. Tông Môn Trấn Thiên, 8. Thần Binh Xuất Thế, 9. Phong Vân Xuất Thế, 10. Thập Niên Hội Tụ, 11. Thiên Long Luận, 12. Tuyệt Kỹ Trấn Phái
Phiên bản hiện tại: Tuyệt Kỹ Trấn Phái (9/2020).

## Các hạn chế của trò chơi
Trong suốt thời gian đầu của trò chơi, Kiếm Thế liên tục lâm vào tình trạng quá tải server khiến người chơi không thể đăng nhập được, hoặc đăng nhập được thì liên tục bị lag, ngắt kết nối. Tình trạng này kéo dài từ tháng 9/2009 đến tháng 1/2010 mới được khắc phục khi số lượng server được tăng lên khoảng gần 70 cùng các đợt chuyển nhân vật trong game sang server mới.
Ngoài ra, dù là trò chơi miễn phí nhưng Kiếm Thế được cho là khá tốn kém khi một game thủ cần chi khá nhiều tiền trong một tháng để duy trì vị trí của mình trong game. Các vật phẩm trong game cũng không được mua hoàn toàn mà đều có hạn sử dụng.